# Oleksandr Bandura
Oleksandr Bandura (né le 30 mai 1986 à Hamalijiwka, Union soviétique) est un joueur ukrainien de football professionnel, évoluant au poste de gardien de but. 
Il joue tout d'abord pour le Tavria Simferopol en championnat d'Ukraine, avant de rejoindre en 2008 le Metalurg Donetsk. Il évolue actuellement au FK Lviv.